# 三登站
三登站（韓語：삼등역）是朝鮮民主主義人民共和國平壤江东郡三登里的一個鐵路車站，属于平德线和三登煤矿线。

## 邻近车站
平德线
松街站 - 三登站 - 黑岭站
三登煤矿线
三登站 - 岱里站